# مقصودآباد (بام و صفی‌آباد)
مقصودآباد، روستایی در بخش مرکزی شهرستان بام و صفی‌آباد در استان خراسان شمالی ایران است.
این روستا جنوبی ترین نقطه استان خراسان شمالی از لحاظ مختصات جغرافیایی و مسکونی بودن است.

## آثار تاریخی
غار باستانی ساسانی برقیستان در جوار این روستا و روستای گسگ است وتپه شیره قلعه

## کوه‌ها
کوه یارمجا با ارتفاع ۲۲۹۳ متر در شمال شرقو شمال غرب، کوه شاه حسن با ارتفاع ۲۲۲۱ متر در شمال شرق و کوه آمن نرد با ارتفاع ۲۰۸۱ متر در شمال واقع شده‌اند. در بسیاری از منابع قدیم رشته کوه‌های متصل به شاه جهان را جهان ارغیان نیز نامیده‌اند. شایان ذکر است که در منطقه بام به شاه جهان و در صفی آباد به جهان ارغیان معروف است.

## صنایع دستی
قالی بافی، گلیم بافی، جاجیم، چارقد دوزی

## کشاورزی
منابع مالی منطقه بیشتر به دامداری و کشاورزی وابسته است. در کشاورزی بیشتر به گندم، جو، یونجه، بادام، انگور، زیره، انگور، هندوانه، چقندرقند، نخود، زعفران، پنبه، بادام، پسته، گردو، سیب، آلوزرد،

## مردم‌شناسی
مردم این روستا ترک بوده و به زبان ترکی خراسانی تکلم می‌کنند.
مراسم سوگواری اباعبدالله و همچنین شبیه خوانی این روستا در روستاهای منطقه و شهرهای دیگر زبانزد خواص و عام است.

## جمعیت
بر پایه سرشماری عمومی نفوس و مسکن در سال ۱۳۹۵، جمعیت این روستا برابر با ۴۶۳ نفر (۱۳۸ خانوار) بوده‌است.